# Cingle de l'Obac
El Cingle de l'Obac, és una cinglera del terme municipal de Tremp, del Pallars Jussà, dins de l'antic terme de Sapeira.
Està situat al sud d'Escarlà, a l'esquerra del barranc d'Escarlà, en el vessant septentrional de la carena que separa les valls del barranc esmentat, al nord, i del barranc del Mas d'Aparici, al sud.